# Эчеверриа, Боливар
Боли́вар Вини́сио Эчеверри́а Андра́де (исп. Bolívar Vinicio Echeverría Andrade; 2 февраля 1941, Риобамба, Эквадор — 5 июня 2010, Мехико, Мексика) — эквадорский философ, политолог и социолог, один из последователей Франкфуртской школы, внёс вклад в развитие критической теории и философии культуры. Профессор Национального автономного университета Мексики.

## Биография
В 1968 году изучал философию в Свободном университете Берлина. Тогда же познакомился с Руди Дучке и принял участие в немецком студенческом движении. Изучал работы Карла Маркса, Сартра, Лукача и Франца Фанона.
В 1970 году обосновался в Мексике, где продолжил обучение, работал переводчиком (в том числе перевел на испанский многие работы Вальтера Беньямина) и 6 лет вел курс по изучению «Капитала» Маркса. С 1974 года участвовал в организации деятельности различных научных журналов. Стал академиком факультета философии Национального автономного университета Мексики.
В своих исследованиях с опорой на экзистенциализм Сартра и Хайдеггера и критику политической экономии Маркса развивает критическую теорию Франкфуртской школы применительно к культурным и историческим реалиям Латинской Америки. Культурные и исторические проблемы региона рассматривает сквозь призму сопротивления капитализму, его критики и необходимости сформулировать некапиталистический и антикапиталистический путь развития человечества.